# Список Героев Советского Союза (Султанов — Сябро)
В настоящем списке представлены в алфавитном порядке все Герои Советского Союза, чьи фамилии начинаются с буквы «С» (всего 1165 человек, из них 19 удостоены звания дважды). Список содержит даты Указов Президиума Верховного Совета СССР о присвоении звания, информацию о роде войск, должности и воинском звании Героев на дату представления к присвоению звания Героя Советского Союза, годах их жизни.
- Персиковым цветом  в таблице выделены Герои, удостоенные звания дважды и более раз.
- Серым цветом  в таблице выделены Герои, представленные к званию посмертно.

| Навигационная таблица | Навигационная таблица                 |
| --------------------- | ------------------------------------- |
| «С»                   | Сабанов Григорий — Самсонов Владимир  |
| «С»                   | Самсонов Иван — Севрюков Алексей      |
| «С»                   | Севрюков Леонид — Сергиенков Дмитрий  |
| «С»                   | Сергов Алексей — Силантьев Николай    |
| «С»                   | Силин Николай — Скрылёв Алексей       |
| «С»                   | Скрылёв Виктор — Соболевский Анатолий |
| «С»                   | Собянин Гавриил — Сорокин Сергей      |
| «С»                   | Сорокин Фёдор — Степин Кузьма         |
| «С»                   | Степовой Арсентий — Сулин Семён       |
| «С»                   | Султанов Барый — Сябро Николай        |

| № п/п | Фамилия Имя Отчество                                                                                    | Дата Указа                        | Род войск    | Должность | Звание                                   | Годы жизни                           | БС ГС НЛ                        |
| ----- | --- | --------------------------------- | ------------ | --- | ---------------------------------------- | ------------------------------------ | ------------------------------- |
| 1054  | Султанов Барый Муллагалиевич баш. Солтанов Барый Муллағәли улы                                          | 24.03.1945                        | пехота       | командир пулемётного отделения 1264-го стрелкового полка 380-й стрелковой дивизии 50-й армии 2-го Белорусского фронта | старший сержант                          | 17.01.1907 — 21.01.1945              | [ БС 1 ] [ ГС 1 ] [ НЛ 1 ]      |
| 1055  | Султанов Закир Шаихович тат. Солтанов Закир Шәих улы                                                    | 24.03.1945                        | пехота       | командир взвода противотанковых ружей 498-го стрелкового полка 132-й стрелковой дивизии 47-й армии 1-го Белорусского фронта | лейтенант                                | 29.06.1923 — 06.04.1983              | [ БС 1 ] [ ГС 2 ] [ НЛ 2 ]      |
| 1056  | Султанов Иса Клычевич кум. Солтанланы Иса Къылычны уланы                                                | 10.04.1945                        | танкист      | командир взвода танков Т-34 126-го танкового полка 17-й гвардейской механизированной бригады 6-го гвардейского механизированного корпуса 4-й танковой армии 1-го Украинского фронта                                             | старший лейтенант                        | 27.11.1917 — 01.02.1945              | [ БС 1 ] [ ГС 3 ] [ НЛ 3 ]      |
| 1057  | Сульдин Яков Григорьевич                                                                                | 26.04.1944                        | танкист      | командир роты танков Т-34 60-го танкового полка 15-й гвардейской кавалерийской дивизии 7-го гвардейского кавалерийского корпуса 61-й армии Центрального фронта                                                                  | старший лейтенант                        | 23.10.1923 — 21.09.1943              | [ БС 1 ] [ ГС 4 ] [ НЛ 4 ]      |
| 1058  | Сумин Андрей Васильевич                                                                                 | 10.01.1944                        | артиллерия   | командир миномётного взвода 520-го стрелкового полка 167-й стрелковой дивизии 38-й армии 1-го Украинского фронта | младший лейтенант                        | 24.11.1919 — 23.09.1986              | [ БС 2 ] [ ГС 5 ] [ НЛ 5 ]      |
| 1059  | Сунагатуллин Жавдат Гумурдакович баш. Сөнәғәтуллин Йәүҙәт Ғөмәрҙәк улы                                  | 22.02.1944                        | пехота       | стрелок 933-го стрелкового полка 254-й стрелковой дивизии 52-й армии Воронежского фронта | красноармеец                             | 12.06.1924 — 29.09.2007              | [ БС 3 ] [ ГС 6 ] [ НЛ 6 ]      |
| 1060  | Сундиев Иван Степанович                                                                                 | 27.06.1945                        | артиллерия   | замковый орудия батареи 45-мм пушек 178-го гвардейского стрелкового полка 58-й гвардейской стрелковой дивизии 5-й гвардейской армии 1-го Украинского фронта                                                                     | гвардии красноармеец                     | 23.02.1926 — 13.09.2003              | [ БС 3 ] [ ГС 7 ] [ НЛ 7 ]      |
| 1061  | Супонин Дмитрий Владимирович                                                                            | 04.02.1944                        | авиация      | заместитель командира эскадрильи 707-го ночного ближнебомбардировочного авиационного полка 313-й ночной ближнебомбардировочной авиационной дивизии 15-й воздушной армии 2-го Прибалтийского фронта                              | старший лейтенант                        | 26.09.1918 — 08.06.1984              | [ БС 3 ] [ ГС 8 ] [ НЛ 8 ]      |
| 1062  | Супрун Василий Яковлевич укр. Супрун Василь Якович                                                      | 24.03.1945                        | артиллерия   | командир 22-го гвардейского миномётного полка оперативной группы гвардейских миномётных частей 1-го Прибалтийского фронта | гвардии подполковник                     | 22.03.1913 — 30.09.1996              | [ БС 3 ] [ ГС 9 ] [ НЛ 9 ]      |
| 1063  | Супрун Степан Павлович укр. Супрун Степан Павлович                                                      | 20.05.1940 22.07.1941 (посмертно) | авиация      | командир истребительной авиационной группы ВВС Китайской Республики командир 401-го истребительного авиационного полка особого назначения 23-й смешанной авиационной дивизии ВВС Западного фронта                               | майор подполковник                       | 02.08.1907 — 04.07.1941              | [ БС 3 ] [ ГС 10 ] [ НЛ 10 ]    |
| 1064  | Суптель Иван Игнатьевич                                                                                 | 23.10.1943                        | пехота       | командир роты 957-го стрелкового полка 309-й стрелковой дивизии 40-й армии Воронежского фронта | младший лейтенант                        | 26.10.1919 — 18.11.1975              | [ БС 3 ] [ ГС 11 ] [ НЛ 11 ]    |
| 1065  | Сураганов Кудайберген Магзумович каз. Сұрағанов Құдайберген Мағзұмұлы                                   | 15.05.1946                        | артиллерия   | командир взвода управления батареи 142-й армейской пушечной артиллерийской бригады 33-й армии 1-го Белорусского фронта | старший лейтенант                        | 25.05.1921 — 14.02.2008              | [ БС 4 ] [ ГС 12 ] [ НЛ 12 ]    |
| 1066  | Сурамелашвили Григорий Фёдорович груз. სურამელაშვილი გრიგოლ                                             | 23.09.1944                        | артиллерия   | наводчик орудия 399-го гаубичного артиллерийского полка 2-й гвардейской гаубичной артиллерийской бригады 1-й гвардейской артиллерийской дивизии прорыва РГК в составе 13-й армии 1-го Украинского фронта                        | ефрейтор                                 | 10.02.1915 — 2006                    | [ БС 5 ] [ ГС 13 ] [ НЛ 13 ]    |
| 1067  | Суриков Алексей Павлович                                                                                | 22.02.1944                        | пехота       | командир взвода роты противотанковых ружей 350-го отдельного истребительно-противотанкового дивизиона 294-й стрелковой дивизии 52-й армии 2-го Украинского фронта                                                               | старшина                                 | 12.10.1917 — 03.12.1943              | [ БС 5 ] [ ГС 14 ] [ НЛ 14 ]    |
| 1068  | Суриков Эмиль Иванович                                                                                  | 16.09.1957                        | авиация      | лётчик-испытатель научно-испытательного полигона № 4 | капитан                                  | 29.04.1926 — 27.08.2016              | ——                              |
| 1069  | Сурин Мартын Акимович бел. Сурын Марцін Акімавіч                                                        | 24.03.1945                        | пехота       | стрелок 631-го стрелкового полка 159-й стрелковой дивизии 5-й армии 3-го Белорусского фронта | красноармеец                             | 17.05.1908 — 24.04.1963              | [ БС 5 ] [ ГС 16 ] [ НЛ 15 ]    |
| 1070  | Сурков Василий Иванович                                                                                 | 04.06.1944                        | пехота       | автоматчик роты автоматчиков 975-го стрелкового полка 270-й стрелковой дивизии 43-й армии Калининского фронта | красноармеец                             | 10.02.1925 — 13.09.1943              | [ БС 5 ] [ ГС 17 ] [ НЛ 16 ]    |
| 1071  | Сурков Григорий Николаевич                                                                              | 16.10.1943                        | пехота       | командир пулемётной роты 360-го стрелкового полка 74-й стрелковой дивизии 13-й армии Центрального фронта | лейтенант                                | 27.01.1916 — 25.05.1966              | [ БС 5 ] [ ГС 18 ] [ НЛ 17 ]    |
| 1072  | Сурков Пётр Николаевич                                                                                  | 17.10.1943                        | комиссар     | заместитель по политической части командира батальона 212-го гвардейского стрелкового полка 75-й гвардейской стрелковой дивизии 60-й армии Центрального фронта                                                                  | гвардии старший лейтенант                | 24.07.1915 — 12.01.1944              | [ БС 6 ] [ ГС 19 ] [ НЛ 18 ]    |
| 1073  | Сурков Фёдор Павлович                                                                                   | 23.09.1944                        | танкист      | механик-водитель танка Т-34 63-й гвардейской танковой бригады 10-го гвардейского танкового корпуса 4-й танковой армии 1-го Украинского фронта                                                                                   | гвардии старшина                         | 28.12.1913 — 10.10.1971              | [ БС 7 ] [ ГС 20 ] [ НЛ 19 ]    |
| 1074  | Сурмач Михаил Михайлович                                                                                | 10.04.1945                        | артиллерия   | командир батареи 32-го артиллерийского полка 31-й стрелковой дивизии 52-й армии 1-го Украинского фронта | старший лейтенант                        | 01.07.1913 — 09.01.1997              | [ БС 7 ] [ ГС 21 ] [ НЛ 20 ]    |
| 1075  | Сурнев Николай Григорьевич                                                                              | 18.08.1945                        | авиация      | заместитель командира и штурман эскадрильи 866-го истребительного авиационного полка 288-й истребительной авиационной дивизии 17-й воздушной армии 3-го Украинского фронта                                                      | старший лейтенант                        | 27.02.1923. — 05.03.1952             | [ БС 7 ] [ ГС 22 ] [ НЛ 21 ]    |
| 1076  | Сурнин Георгий Иванович                                                                                 | 30.10.1943                        | пехота       | командир отделения 188-го стрелкового полка 106-й стрелковой дивизии 65-й армии Центрального фронта | старшина                                 | 06.01.1918 — 18.01.1991              | [ БС 7 ] [ ГС 23 ] [ НЛ 22 ]    |
| 1077  | Суров Александр Кузьмич                                                                                 | 10.04.1945                        | пехота       | командир роты 25-го гвардейского стрелкового полка 6-й гвардейской стрелковой дивизии 13-й армии 1-го Украинского фронта | гвардии старший лейтенант                | 10.08.1914 — 20.07.1999              | [ БС 7 ] [ ГС 24 ] [ НЛ 23 ]    |
| 1078  | Суровцев Борис Николаевич                                                                               | 30.10.1943                        | инженер      | командир отделения 99-го отдельного сапёрного батальона 69-й стрелковой дивизии 65-й армии Центрального фронта | старший сержант                          | 19.04.1902 — 27.04.1944              | [ БС 7 ] [ ГС 25 ] [ НЛ 24 ]    |
| 1079  | Суровцев Пётр Дмитриевич                                                                                | 22.02.1944                        | инженер      | командир взвода 181-го отдельного мотоинженерного батальона 6-й армии 3-го Украинского фронта | лейтенант                                | 27.06.1921 — 16.03.1979              | [ БС 8 ] [ ГС 26 ] [ НЛ 25 ]    |
| 1080  | Сурошников Михаил Матвеевич                                                                             | 28.04.1945                        | артиллерия   | командир батареи 57-мм пушек мотострелкового батальона 6-й гвардейской механизированной бригады 2-го гвардейского механизированного корпуса 46-й армии 2-го Украинского фронта                                                  | гвардии лейтенант                        | 21.08.1915 — 24.05.1997              | [ БС 9 ] [ ГС 27 ] [ НЛ 26 ]    |
| 1081  | Суслов Александр Андреевич                                                                              | 22.07.1944                        | пехота       | командир пулемётного расчёта гвардейского отдельного учебного батальона 67-й гвардейской стрелковой дивизии 6-й гвардейской армии 1-го Прибалтийского фронта                                                                    | гвардии старший сержант                  | 22.08.1906 — 06.02.1982              | [ БС 9 ] [ ГС 28 ] [ НЛ 27 ]    |
| 1082  | Суслов Алексей Николаевич                                                                               | 27.02.1945                        | артиллерия   | механик-водитель самоходной артиллерийской установки М-10 387-го гвардейского самоходного артиллерийского полка 12-го гвардейского танкового корпуса 2-й гвардейской танковой армии 1-го Белорусского фронта                    | гвардии старшина                         | 04.03.1914 — 02.06.2003              | [ БС 9 ] [ ГС 29 ] [ НЛ 28 ]    |
| 1083  | Суслов Алексей Петрович укр. Суслов Олексій Петрович                                                    | 31.05.1945                        | артиллерия   | командир 60-го гвардейского корпусного артиллерийского полка 9-го гвардейского стрелкового корпуса 61-й армии 1-го Белорусского фронта                                                                                          | гвардии полковник                        | 18.03.1913 — 04.11.1984              | [ БС 9 ] [ ГС 30 ] [ НЛ 29 ]    |
| 1084  | Суслов Василий Афанасьевич                                                                              | 20.12.1943                        | артиллерия   | командир орудия 5-го гвардейского артиллерийского полка 10-й гвардейской воздушно-десантной дивизии 37-й армии Степного фронта                                                                                                  | гвардии сержант                          | 23.02.1921 — 16.10.1997              | [ БС 9 ] [ ГС 31 ] [ НЛ 30 ]    |
| 1085  | Суслов Пётр Игнатьевич                                                                                  | 22.02.1944                        | артиллерия   | командир миномётного расчёта 78-го гвардейского стрелкового полка 25-й гвардейской стрелковой дивизии 6-й армии Юго-Западного фронта                                                                                            | гвардии сержант                          | 16.01.1910 — 03.07.1982              | [ БС 9 ] [ ГС 32 ] [ НЛ 31 ]    |
| 1086  | Сусько Яков Егорович укр. Сусько Якаў Ягоравіч                                                          | 29.06.1945                        | авиация      | командир эскадрильи 996-го штурмового авиационного полка 224-й штурмовой авиационной дивизии 8-го штурмового авиационного корпуса 8-й воздушной армии 4-го Украинского фронта                                                   | капитан                                  | 18.03.1917 — 25.02.2002              | [ БС 9 ] [ ГС 33 ] [ НЛ 32 ]    |
| 1087  | Сутормин Георгий Алексеевич                                                                             | 24.03.1945                        | артиллерия   | командир огневого взвода мотострелкового батальона 7-й гвардейской механизированной бригады 3-го гвардейского механизированного корпуса 1-го Прибалтийского фронта                                                              | гвардии младший лейтенант                | 28.02.1917 — 10.03.1945              | [ БС 10 ] [ ГС 34 ] [ НЛ 33 ]   |
| 1088  | Сутулов Григорий Алексеевич                                                                             | 10.04.1945                        | пехота       | командир отделения взвода пешей разведки 538-го стрелкового полка 120-й стрелковой дивизии 21-й армии 1-го Украинского фронта                                                                                                   | старший сержант                          | 24.12.1918 — 09.09.1990              | [ БС 11 ] [ ГС 35 ] [ НЛ 34 ]   |
| 1089  | Сутырин Александр Александрович                                                                         | 22.01.1944                        | морской флот | командир 2-го дивизиона торпедных катеров 1-й бригады торпедных катеров Черноморского флота | капитан-лейтенант                        | 1912 — 27.06.1955                    | [ БС 11 ] [ ГС 36 ] [ НЛ 35 ]   |
| 1090  | Сутягин Николай Васильевич                                                                              | 10.10.1951                        | авиация      | заместитель по лётной работе командира эскадрильи 17-го истребительного авиационного полка 303-й истребительной авиационной дивизии 64-го истребительного авиационного корпуса                                                  | капитан                                  | 05.05.1923 — 12.11.1986              | ——                              |
| 1091  | Суфьянов Суфий Хазиевич баш. Суфиянов Суфый Хажи улы                                                    | 24.03.1945                        | пехота       | командир роты 79-го гвардейского стрелкового полка 26-й гвардейской стрелковой дивизии 11-й гвардейской армии 3-го Белорусского фронта                                                                                          | гвардии старший лейтенант                | 29.12.1914 — 24.01.1999              | [ БС 11 ] [ ГС 38 ] [ НЛ 36 ]   |
| 1092  | Сухамбаев Агадил каз. Сухамбаев Ағәділ                                                                  | 24.03.1945                        | пехота       | командир отделения 628-го стрелкового полка 174-й стрелковой дивизии 31-й армии 3-го Белорусского фронта | красноармеец                             | 16.12.1920 — 31.07.1944              | [ БС 11 ] [ ГС 39 ] [ НЛ 37 ]   |
| 1093  | Суханов Виктор Осипович                                                                                 | 18.08.1945                        | авиация      | командир эскадрильи 825-го штурмового авиационного полка 225-й штурмовой авиационной дивизии 15-й воздушной армии 2-го Прибалтийского фронта                                                                                    | старший лейтенант                        | 24.01.1921 — 28.05.2007              | [ БС 11 ] [ ГС 40 ] [ НЛ 38 ]   |
| 1094  | Суханов Виталий Фёдорович                                                                               | 15.05.1946                        | танкист      | командир взвода бронетранспортёров разведывательной роты 4-й гвардейской механизированной бригады 2-го гвардейского механизированного корпуса 46-й армии 2-го Украинского фронта                                                | гвардии старший лейтенант                | 22.10.1923 — 09.09.1988              | [ БС 11 ] [ ГС 41 ] [ НЛ 39 ]   |
| 1095  | Суханов Михаил Андреевич                                                                                | 05.11.1944                        | авиация      | штурман звена 12-го гвардейского пикировочно-бомбардировочного авиационного полка 8-й минно-торпедной авиационной дивизии ВВС Балтийского флота                                                                                 | гвардии лейтенант                        | 05.11.1921 — 05.05.2003              | [ БС 12 ] [ ГС 42 ] [ НЛ 40 ]   |
| 1096  | Суханов Николай Иванович                                                                                | 24.03.1945                        | пехота       | командир отделения роты противотанковых ружей 243-го отдельного истребительно-противотанкового дивизиона 373-й стрелковой дивизии 52-й армии 2-го Украинского фронта                                                            | старший сержант                          | 1918 — 31.05.1944                    | [ БС 13 ] [ ГС 43 ] [ НЛ 41 ]   |
| 1097  | Сухарев Александр Петрович                                                                              | 15.01.1944                        | инженер      | сапёр 12-го отдельного сапёрного батальона 106-й стрелковой дивизии 65-й армии Центрального фронта | красноармеец                             | 30.09.1919 — 15.11.1943              | [ БС 13 ] [ ГС 44 ] [ НЛ 42 ]   |
| 1098  | Сухарев Алексей Яковлевич                                                                               | 22.02.1944                        | инженер      | командир отделения 219-го батальона инженерных заграждений 44-й отдельной инженерно-сапёрной бригады специального назначения 3-го Украинского фронта                                                                            | старший сержант                          | 04.10.1897 — 17.11.1968              | [ БС 13 ] [ ГС 45 ] [ НЛ 43 ]   |
| 1099  | Сухарев Евстафий Андреевич                                                                              | 02.08.1944                        | авиация      | командир звена 686-го штурмового авиационного полка 289-й штурмовой авиационной дивизии 7-го штурмового авиационного корпуса 8-й воздушной армии 4-го Украинского фронта                                                        | лейтенант                                | 25.04.1921 — 22.11.2001              | [ БС 13 ] [ ГС 46 ] [ НЛ 44 ]   |
| 1100  | Сухарев Иван Егорович                                                                                   | 16.10.1943                        | пехота       | разведчик взвода пешей разведки 288-го стрелкового полка 181-й стрелковой дивизии 13-й армии Центрального фронта | сержант                                  | 24.06.1919 — 06.03.1944              | [ БС 13 ] [ ГС 47 ] [ НЛ 45 ]   |
| 1101  | Сухарев Сергей Яковлевич                                                                                | 30.10.1943                        | артиллерия   | старший разведчик 314-го артиллерийского полка 149-й стрелковой дивизии 65-й армии Центрального фронта | ефрейтор                                 | 19.04.1923 — 18.06.1995              | [ БС 13 ] [ ГС 48 ] [ НЛ 46 ]   |
| 1102  | Сухарников Дмитрий Павлович                                                                             | 16.10.1943                        | пехота       | командир 109-го стрелкового полка 74-й стрелковой дивизии 13-й армии Центрального фронта | майор                                    | 25.10.1913 — 02.03.1994              | [ БС 13 ] [ ГС 49 ] [ НЛ 47 ]   |
| 1103  | Сухацкий Тихон Кондратьевич                                                                             | 10.04.1945                        | пехота       | командир 338-го гвардейского стрелкового полка 117-й гвардейской стрелковой дивизии 13-й армии 1-го Украинского фронта | гвардии подполковник                     | 01.11.1902 — 11.02.1945              | [ БС 13 ] [ ГС 50 ] [ НЛ 48 ]   |
| 1104  | Сухачёв Владимир Павлович                                                                               | 29.06.1945                        | авиация      | командир звена 826-го штурмового авиационного полка 335-й штурмовой авиационной дивизии 3-й воздушной армии 3-го Белорусского фронта                                                                                            | старший лейтенант                        | 15.07.1923 — 23.05.2002              | [ БС 14 ] [ ГС 51 ] [ НЛ 49 ]   |
| 1105  | Сухин Александр Иванович (Сухин Алексей Иванович)                                                       | 18.05.1943                        | пехота       | командир отделения 78-го гвардейского стрелкового полка 25-й гвардейской стрелковой дивизии 6-й армии Юго-Западного фронта | гвардии сержант                          | 15.08.1923 — 05.03.1943              | [ БС 15 ] [ ГС 52 ] [ НЛ 50 ]   |
| 1106  | Сухин Семён Захарович укр. Сухін Семен Захарович                                                        | 24.03.1945                        | пехота       | командир взвода 433-го стрелкового полка 64-й стрелковой дивизии 50-й армии 2-го Белорусского фронта | лейтенант                                | 21.09.1905 — 22.12.1971              | [ БС 15 ] [ ГС 53 ] [ НЛ 51 ]   |
| 1107  | Сухих Николай Анисимович                                                                                | 21.03.1940                        | пехота       | командир пулемётной роты 513-го стрелкового полка 113-й стрелковой дивизии 7-й армии Северо-Западного фронта | младший лейтенант                        | 12.12.1913 — 31.07.1968              | [ БС 15 ] [ ГС 54 ] [ НЛ 52 ]   |
| 1108  | Сухобский Николай Феофилович                                                                            | 22.02.1944                        | пехота       | исполняющий обязанности командира батальона 1310-го стрелкового полка 19-й стрелковой дивизии 7-й гвардейской армии Степного фронта                                                                                             | лейтенант                                | 07.11.1915 — 11.10.1943              | [ БС 15 ] [ ГС 55 ] [ НЛ 53 ]   |
| 1109  | Сухов Василий Арсентьевич                                                                               | 01.11.1943                        | инженер      | сапёр сапёрного взвода 690-го стрелкового полка 126-й стрелковой дивизии 51-й армии Южного фронта | красноармеец                             | 15.01.1912 — 19.10.1943              | [ БС 15 ] [ ГС 56 ] [ НЛ 54 ]   |
| 1110  | Сухов Василий Иванович                                                                                  | 27.02.1945                        | пехота       | командир батальона 1285-го стрелкового полка 60-й стрелковой дивизии 47-й армии 1-го Белорусского фронта | капитан                                  | 20.02.1910 — 08.02.1945              | [ БС 16 ] [ ГС 57 ] [ НЛ 55 ]   |
| 1111  | Сухов Василий Семёнович                                                                                 | 21.07.1944                        | пехота       | стрелок 14-го стрелкового полка 72-й стрелковой дивизии 21-й армии Ленинградского фронта | красноармеец                             | 1925 — 24.06.1944                    | [ БС 16 ] [ ГС 58 ] [ НЛ 56 ]   |
| 1112  | Сухов Иван Прокофьевич                                                                                  | 29.05.1945                        | генерал      | командир 9-го механизированного корпуса 3-й гвардейской танковой армии 1-го Украинского фронта | гвардии генерал-лейтенант танковых войск | 23.11.1895 — 06.09.1962              | [ БС 16 ] [ ГС 59 ] [ НЛ 57 ]   |
| 1113  | Сухов Иван Степанович                                                                                   | 22.02.1939                        | авиация      | штурман эскадрильи бомбардировщиков СБ ВВС Китайской республики | капитан                                  | 19.09.1907 — 11.10.1976              | ——                              |
| 1114  | Сухов Константин Васильевич                                                                             | 27.06.1945                        | авиация      | командир эскадрильи 16-го гвардейского истребительного авиационного полка 9-й гвардейской истребительной авиационной дивизии 6-го гвардейского истребительного авиационного корпуса 2-й воздушной армии 1-го Украинского фронта | гвардии старший лейтенант                | 31.05.1923 — 15.09.2003              | [ БС 16 ] [ ГС 61 ] [ НЛ 58 ]   |
| 1115  | Сухов Николай Дмитриевич                                                                                | 01.07.1944                        | авиация      | заместитель командира эскадрильи 44-го гвардейского ночного бомбардировочного авиационного полка 271-й бомбардировочной авиационной дивизии 16-й воздушной армии 1-го Белорусского фронта                                       | гвардии капитан                          | 08.08.1914 — 26.10.1983              | [ БС 16 ] [ ГС 62 ] [ НЛ 59 ]   |
| 1116  | Сухов Юрий Владимирович                                                                                 | 29.03.1976                        | авиация      | лётчик-испытатель ОКБ имени А. Н. Туполева | —                                        | 22.04.1923 — 06.05.1994              | ——                              |
| 1117  | Суховаров Дмитрий Гаврилович бел. Сухавараў Дзмітрый Гаўрылавіч                                         | 10.01.1944                        | танкист      | командир 53-го танкового полка 69-й механизированной бригады 9-го механизированного корпуса 3-й гвардейской танковой армии 1-го Украинского фронта                                                                              | гвардии подполковник                     | 12.06.1904 — 04.03.1982              | [ БС 17 ] [ ГС 64 ] [ НЛ 60 ]   |
| 1118  | Сухомлин Иван Михайлович укр. Сухомлин Іван Михайлович                                                  | 22.08.1944                        | танкист      | командир танковой роты 17-й гвардейской танковой бригады 1-го гвардейского танкового корпуса 65-й армии 1-го Белорусского фронта                                                                                                | гвардии лейтенант                        | 24.06.1923 — 29.01.2002              | [ БС 18 ] [ ГС 65 ] [ НЛ 61 ]   |
| 1119  | Сухомлин Иван Моисеевич укр. Сухомлин Іван Мойсейович                                                   | 26.04.1971                        | авиация      | лётчик-испытатель ОКБ имени А. Н. Туполева | полковник                                | 19.05.1911 — 28.08.1993              | ——                              |
| 1120  | Сухоненко Дмитрий Иосифович укр. Сухоненко Дмитро Йосипович                                             | 22.02.1944                        | пехота       | командир роты 1116-го стрелкового полка 333-й стрелковой дивизии 6-й армии 3-го Украинского фронта | лейтенант                                | 07.11.1903 — 02.01.1954              | [ БС 18 ] [ ГС 67 ] [ НЛ 62 ]   |
| 1121  | Сухоруков Алексей Яковлевич                                                                             | 24.12.1943                        | артиллерия   | командир батареи 1958-го истребительно-противотанкового артиллерийского полка 41-й отдельной истребительно-противотанковой артиллерийской бригады РГК в составе 65-й армии Белорусского фронта                                  | старший лейтенант                        | 20.07.1916 — 20.02.1973              | [ БС 18 ] [ ГС 68 ] [ НЛ 63 ]   |
| 1122  | Сухоруков Андрей Гаврилович                                                                             | 24.03.1945                        | инженер      | командир роты 195-го отдельного сапёрного батальона 139-й стрелковой дивизии 50-й армии 2-го Белорусского фронта | капитан                                  | 27.11.1918 — 05.08.1970              | [ БС 18 ] [ ГС 69 ] [ НЛ 64 ]   |
| 1123  | Сухоруков Иван Александрович                                                                            | 15.05.1946                        | авиация      | штурман 805-го штурмового авиационного полка 197-й штурмовой авиационной дивизии 6-го штурмового авиационного корпуса 16-й воздушной армии 1-го Белорусского фронта                                                             | старший лейтенант                        | 23.03.1922 — 21.02.1998              | [ БС 18 ] [ ГС 70 ] [ НЛ 65 ]   |
| 1124  | Сухоруков Иван Фёдорович                                                                                | 31.05.1945                        | пехота       | командир 242-го гвардейского стрелкового полка 82-й гвардейской стрелковой дивизии 8-й гвардейской армии 1-го Белорусского фронта                                                                                               | гвардии полковник                        | 25.05.1894 — 16.03.1963              | [ БС 18 ] [ ГС 71 ] [ НЛ 66 ]   |
| 1125  | Сухоручкин Иван Иванович                                                                                | 10.01.1944                        | пехота       | командир отделения 42-го стрелкового полка 180-й стрелковой дивизии 38-й армии Воронежского фронта | старшина                                 | 20.06.1921 — 22.02.1953              | [ БС 19 ] [ ГС 72 ] [ НЛ 67 ]   |
| 1126  | Сухоручкин Пётр Николаевич                                                                              | 27.02.1945                        | пехота       | командир батальона 738-го стрелкового полка 134-й стрелковой дивизии 69-й армии 1-го Белорусского фронта | майор                                    | 28.06.1915 — 23.04.1966              | [ БС 20 ] [ ГС 73 ] [ НЛ 68 ]   |
| 1127  | Сучков Александр Тимофеевич                                                                             | 19.04.1945                        | пехота       | командир пулемётного расчёта 366-го стрелкового полка 126-й стрелковой дивизии 43-й армии 3-го Белорусского фронта | старшина                                 | 17.08.1913 — 01.07.1965              | [ БС 20 ] [ ГС 74 ] [ НЛ 69 ]   |
| 1128  | Сушанов Николай Тимофеевич                                                                              | 15.01.1944                        | комиссар     | парторг батальона 188-го стрелкового полка 106-й стрелковой дивизии 65-й армии Центрального фронта | старший сержант                          | 15.10.1920 — 27.01.1997              | [ БС 20 ] [ ГС 75 ] [ НЛ 70 ]   |
| 1129  | Сушков Фёдор Филиппович                                                                                 | 30.10.1943                        | пехота       | командир отделения автоматчиков 120-го стрелкового полка 69-й стрелковой дивизии 65-й армии Центрального фронта | старший сержант                          | 25.12.1907 — 17.09.1991              | [ БС 20 ] [ ГС 76 ] [ НЛ 71 ]   |
| 1130  | Сушков Филипп Тимофеевич                                                                                | 22.07.1944                        | пехота       | заместитель по строевой части командира 51-й гвардейской стрелковой дивизии 6-й гвардейской армии 1-го Прибалтийского фронта | гвардии подполковник                     | 12.08.1906 — 30.06.1944              | [ БС 20 ] [ ГС 77 ] [ НЛ 72 ]   |
| 1131  | Сущев Степан Захарович                                                                                  | 17.10.1943                        | пехота       | помощником командира взвода 416-го стрелкового полка 112-й стрелковой дивизии 60-й армии Центрального фронта | старший сержант                          | 24.12.1914 — 24.07.2008              | [ БС 20 ] [ ГС 78 ] [ НЛ 73 ]   |
| 1132  | Суюнов Кудрат узб. Suyunov Qudrat                                                                       | 16.10.1943                        | пехота       | командир отделения 109-го стрелкового полка 74-й стрелковой дивизии 13-й армии Центрального фронта | сержант                                  | 06.02.1919 — 12.09.1943              | [ БС 20 ] [ ГС 79 ] [ НЛ 74 ]   |
| 1133  | Схулухия Григорий Петрович груз. სხულუხია გრიგოლ                                                        | 29.06.1945                        | пехота       | стрелок 185-го стрелкового полка 224-й стрелковой дивизии 47-й армии Крымского фронта | красноармеец                             | 20.09.1909 — 01.05.1942              | [ БС 21 ] [ ГС 80 ] [ НЛ 75 ]   |
| 1134  | Счастнов Владимир Михайлович                                                                            | 24.03.1945                        | инженер      | командир отделения 4-го гвардейского отдельного штурмового инженерно-сапёрного батальона 1-й гвардейской штурмовой инженерно-сапёрной бригады РГК в составе войск 2-го Белорусского фронта                                      | гвардии сержант                          | 14.08.1915 — 11.10.1944              | [ БС 22 ] [ ГС 81 ] [ НЛ 76 ]   |
| 1135  | Сыдько Михаил Петрович бел. Сыдзько Міхаіл Пятровіч                                                     | 24.03.1945                        | пехота       | командир 1164-го стрелкового полка 346-й стрелковой дивизии 51-й армии 4-го Украинского фронта | подполковник                             | 18.09.1906 — 30.04.1983              | [ БС 22 ] [ ГС 82 ] [ НЛ 77 ]   |
| 1136  | Сыкало Пётр Макарович укр. Сикало Петро Макарович                                                       | 10.04.1945                        | инженер      | сапёр 110-го отдельного моторизированного штурмового инженерно-сапёрного батальона 23-й моторизированной штурмовой инженерно-сапёрной бригады РГК в составе 13-й армии 1-го Украинского фронта                                  | красноармеец                             | 03.08.1923 — 23.07.1946              | [ БС 22 ] [ ГС 83 ] [ НЛ 78 ]   |
| 1137  | Сыпало Иван Миронович укр. Сипало Іван Миронович                                                        | 24.03.1945                        | пехота       | командир роты 12-го гвардейского стрелкового полка 5-й гвардейской стрелковой дивизии 11-й гвардейской армии 3-го Белорусского фронта                                                                                           | гвардии старший лейтенант                | 14.06.1922 — 10.11.2002              | [ БС 22 ] [ ГС 84 ] [ НЛ 79 ]   |
| 1138  | Сыркин Иван Спиридонович                                                                                | 13.09.1944                        | пехота       | исполняющий обязанности командир взвода 859-го стрелкового полка 294-й стрелковой дивизии 52-й армии 2-го Украинского фронта | старшина                                 | 20.09.1916 — 30.05.1944              | [ БС 22 ] [ ГС 85 ] [ НЛ 80 ]   |
| 1139  | Сыроежкин Пётр Константинович                                                                           | 24.03.1945                        | пехота       | командир отделения 375-го стрелкового полка 219-й стрелковой дивизии З-й ударной армии 2-го Прибалтийского фронта | сержант                                  | 1913 — 19.07.1944                    | [ БС 23 ] [ ГС 86 ] [ НЛ 81 ]   |
| 1140  | Сыромятников Борис Павлович                                                                             | 05.11.1944                        | авиация      | командир 9-го гвардейского минно-торпедного авиационного полка 5-й минно-торпедной авиационной дивизии ВВС Северного флота | гвардии подполковник                     | 28.03.1910 — 16.10.1944              | [ БС 24 ] [ ГС 87 ] [ НЛ 82 ]   |
| 1141  | Сыромятников Николай Иванович                                                                           | 26.10.1943                        | артиллерия   | командир батареи 161-го гвардейского армейского пушечного артиллерийского полка 7-й гвардейской армии Степного фронта | гвардии старший лейтенант                | 09.12.1914 — 09.04.1987              | [ БС 24 ] [ ГС 88 ] [ НЛ 83 ]   |
| 1142  | Сыромятников Сергей Васильевич                                                                          | 01.05.1943                        | авиация      | заместитель командира эскадрильи 875-го истребительного авиационного полка 274-й истребительной авиационной дивизии 1-го истребительного авиационного корпуса 3-й воздушной армии Калининского фронта                           | лейтенант                                | 1921 — 19.03.1943                    | [ БС 24 ] [ ГС 89 ] [ НЛ 84 ]   |
| 1143  | Сыртланов Муллаяр Исламгареевич (Сертланов Мулаяр Исламгареевич) баш. Сыртланов Муллайәр Исламгәрәй улы | 23.10.1943                        | пехота       | командир отделения 569-го стрелкового полка 161-й стрелковой дивизии 40-й армии Воронежского фронта | старший сержант                          | 1923 — 26.11.1943 (пропал без вести) | [ БС 25 ] [ ГС 90 ] [ НЛ 85 ]   |
| 1144  | Сыртланова Магуба Гусейновна тат. Сыртланова Мәгубә Хөсәен кызы                                         | 15.05.1946                        | авиация      | заместитель командира эскадрильи 46-го гвардейского ночного бомбардировочного авиационного полка 325-й ночной бомбардировочной авиационной дивизии 4-й воздушной армии 2-го Белорусского фронта                                 | гвардии старший лейтенант                | 15.07.1912 — 01.10.1971              | [ БС 24 ] [ ГС 91 ] [ НЛ 86 ]   |
| 1145  | Сырцов Дмитрий Дмитриевич                                                                               | 18.08.1945                        | авиация      | заместитель командира и инспектор-лётчик по технике пилотирования и теории полёта 866-го истребительного авиационного полка 288-й истребительной авиационной дивизии 17-й воздушной армии 3-го Украинского фронта               | майор                                    | 08.11.1913 — 25.11.1985              | [ БС 24 ] [ ГС 92 ] [ НЛ 87 ]   |
| 1146  | Сысоев Василий Романович                                                                                | 20.12.1943                        | пехота       | командир пулемётной роты 282-го гвардейского стрелкового полка 92-й гвардейской стрелковой дивизии 37-й армии Степного фронта                                                                                                   | гвардии лейтенант                        | 10.02.1917 — 15.03.1987              | [ БС 24 ] [ ГС 93 ] [ НЛ 88 ]   |
| 1147  | Сысоев Михаил Андреевич                                                                                 | 20.04.1945                        | морской флот | второй помощник начальника штаба 305-го отдельного батальона морской пехоты 83-й отдельной стрелковой бригады морской пехоты Дунайской военной флотилии                                                                         | лейтенант                                | 24.06.1922 — 21.05.2006              | [ БС 24 ] [ ГС 94 ] [ НЛ 89 ]   |
| 1148  | Сысоев Пётр Акимович                                                                                    | 15.05.1946                        | пехота       | помощник командира взвода 902-го стрелкового полка 248-й стрелковой дивизии 5-й ударной армии 1-го Белорусского фронта | старший сержант                          | 15.07.1921 — 09.02.1970              | [ БС 26 ] [ ГС 95 ] [ НЛ 90 ]   |
| 1149  | Сысоев Юрий Александрович                                                                               | 18.02.1964                        | морской флот | командир атомной подводной лодки К-181 3-й дивизии 1-й флотилии подводных лодок Северного флота | капитан 2-го ранга                       | 03.05.1927 — 16.10.2003              | ——                              |
| 1150  | Сысолетин Михаил Иванович                                                                               | 10.03.1944                        | танкист      | механик-водитель танка Т-34 разведывательного отряда 18-го танкового корпуса 5-й гвардейской танковой армии Степного фронта | старший сержант                          | 21.01.1918 — 18.10.1943              | [ БС 27 ] [ ГС 97 ] [ НЛ 91 ]   |
| 1151  | Сысолятин Василий Андреевич                                                                             | 17.11.1943                        | пехота       | автоматчик мотострелкового батальона 51-й гвардейской танковой бригады 6-го гвардейского танкового корпуса 3-й гвардейской танковой армии Воронежского фронта                                                                   | гвардии красноармеец                     | 27.01.1925 — 17.05.1969              | [ БС 27 ] [ ГС 98 ] [ НЛ 92 ]   |
| 1152  | Сысолятин Иван Матвеевич                                                                                | 10.01.1944                        | комиссар     | комсорг 520-го стрелкового полка 167-й стрелковой дивизии 38-й армии 1-го Украинского фронта | младший сержант                          | 24.12.1923 — 03.01.2006              | [ БС 27 ] [ ГС 99 ] [ НЛ 93 ]   |
| 1153  | Сытник Владимир Михайлович укр. Ситник Володимир Михайлович                                             | 28.04.1945                        | инженер      | сапёр-штурмовик 58-го отдельного штурмового инженерно-сапёрного батальона 12-й штурмовой инженерно-сапёрной бригады 3-го Украинского фронта                                                                                     | красноармеец                             | 25.04.1925 — 24.01.1945              | [ БС 27 ] [ ГС 100 ] [ НЛ 94 ]  |
| 1154  | Сытов Иван Никитович                                                                                    | 08.09.1943                        | авиация      | заместитель командира и штурман эскадрильи 5-го гвардейского истребительного авиационного полка 207-й истребительной авиационной дивизии 3-го смешанного авиационного корпуса 17-й воздушной армии Юго-Западного фронта         | гвардии лейтенант                        | 13.06.1916 — 16.10.1943              | [ БС 27 ] [ ГС 101 ] [ НЛ 95 ]  |
| 1155  | Сытько Андрей Васильевич укр. Ситько Андрій Васильович                                                  | 07.04.1940                        | пехота       | старшина роты 348-го стрелкового полка 51-й стрелковой дивизии 13-й армии Северо-Западного фронта | младший комвзвод                         | 30.12.1914 — 24.08.1993              | [ БС 27 ] [ ГС 102 ] [ НЛ 96 ]  |
| 1156  | Сыч Владимир Васильевич                                                                                 | 10.01.1944                        | пехота       | пулемётчик 200-го гвардейского стрелкового полка 68-й гвардейской стрелковой дивизии 40-й армии Воронежского фронта | гвардии сержант                          | 08.11.1924 — 06.01.1986              | [ БС 28 ] [ ГС 103 ] [ НЛ 97 ]  |
| 1157  | Сычёв Александр Иванович                                                                                | 26.10.1943                        | инженер      | командир 329-го отдельного инженерного батальона 7-й гвардейской армии Степного фронта | майор                                    | 14.06.1903 — 06.02.1978              | [ БС 29 ] [ ГС 104 ] [ НЛ 98 ]  |
| 1158  | Сычёв Василий Егорович                                                                                  | 22.02.1944                        | артиллерия   | командир отделения управления миномётной роты 960-го стрелкового полка 299-й стрелковой дивизии 53-й армии Степного фронта | старший сержант                          | 30.03.1921 — 28.07.2002              | [ БС 29 ] [ ГС 105 ] [ НЛ 99 ]  |
| 1159  | Сычёв Иван Иванович                                                                                     | 10.04.1945                        | пехота       | командир взвода 543-го стрелкового полка 120-й стрелковой дивизии 21-й армии 1-го Украинского фронта | лейтенант                                | 21.05.1911 — 26.01.1945              | [ БС 29 ] [ ГС 106 ] [ НЛ 100 ] |
| 1160  | Сыченко Пётр Фёдорович                                                                                  | 14.02.1943                        | авиация      | заместитель командира эскадрильи 241-го штурмового авиационного полка 11-й смешанной авиационной дивизии ВВС 3-й армии Брянского фронта                                                                                         | капитан                                  | 06.06.1911 — 25.06.1969              | [ БС 29 ] [ ГС 107 ] [ НЛ 101 ] |
| 1161  | Сычков Терентий Ефремович бел. Сычкоў Цярэнцій Яфрэмавіч                                                | 03.06.1944                        | инженер      | командир роты 91-го армейского инженерного батальона 47-й армии Воронежского фронта | старший лейтенант                        | 06.01.1922 — 21.12.2000              | [ БС 29 ] [ ГС 108 ] [ НЛ 102 ] |
| 1162  | Сыщиков Николай Сергеевич                                                                               | 18.09.1943                        | авиация      | командир корабля 4-го гвардейского авиационного полка 62-й авиационной дивизии Авиации дальнего действия | гвардии старший лейтенант                | 14.12.1917 — 16.02.2012              | [ БС 29 ] [ ГС 109 ] [ НЛ 103 ] |
| 1163  | Сьянов Илья Яковлевич                                                                                   | 15.05.1946                        | пехота       | командир взвода 756-го стрелкового полка 150-й стрелковой дивизии 3-й ударной армии 1-го Белорусского фронта | старший сержант                          | 02.08.1905 — 04.04.1988              | [ БС 29 ] [ ГС 110 ] [ НЛ 104 ] |
| 1164  | Сюткин Пётр Иванович                                                                                    | 15.05.1946                        | танкист      | командир взвода танков Т-34 41-й гвардейской танковой бригады 7-го механизированного корпуса 2-го Украинского фронта | гвардии лейтенант                        | 31.12.1915 — 14.08.1954              | [ БС 30 ] [ ГС 111 ] [ НЛ 105 ] |
| 1165  | Сябро Николай Андреевич бел. Сябро Микола Андрійович                                                    | 10.01.1944                        | пехота       | командир взвода 615-го стрелкового полка 167-й стрелковой дивизии 38-й армии 1-го Украинского фронта | старший сержант                          | 17.12.1921 — 11.01.1997              | [ БС 31 ] [ ГС 112 ] [ НЛ 106 ] |

| Навигационная таблица | Навигационная таблица                 |
| --------------------- | ------------------------------------- |
| «С»                   | Сабанов Григорий — Самсонов Владимир  |
| «С»                   | Самсонов Иван — Севрюков Алексей      |
| «С»                   | Севрюков Леонид — Сергиенков Дмитрий  |
| «С»                   | Сергов Алексей — Силантьев Николай    |
| «С»                   | Силин Николай — Скрылёв Алексей       |
| «С»                   | Скрылёв Виктор — Соболевский Анатолий |
| «С»                   | Собянин Гавриил — Сорокин Сергей      |
| «С»                   | Сорокин Фёдор — Степин Кузьма         |
| «С»                   | Степовой Арсентий — Сулин Семён       |
| «С»                   | Султанов Барый — Сябро Николай        |